# أندرو شامبيون
أندرو شامبيون (بالإنجليزية: Andrew Champion)‏ هو مغني أمريكي، ولد في 4 يونيو 1970 في شرق الخليج في الولايات المتحدة.